# Bundesstraße 230
Die Bundesstraße 230 (Abkürzung: B 230) ist eine Bundesstraße in Nordrhein-Westfalen. Sie führt von Mönchengladbach nach Neuss.

## Geschichte
1840–1842 wurde die Straße zwischen Mönchengladbach und Neuss zur befestigten Kunststraße (Chaussee) ausgebaut. Die Chaussee zwischen Mönchengladbach und Roermond wurde 1845 erbaut.
Die um 1937 eingerichtete Reichsstraße 230 führte ursprünglich nur von der niederländischen Grenze bis Mönchengladbach. Erst um 1970 wurde die Bundesstraße 230 bis Neuss verlängert.
Der westliche Streckenabschnitt der B 230 zwischen Mönchengladbach und der niederländischen Grenze wurde in mehreren Bauabschnitten durch die Autobahnen A 52 und A 61 ersetzt. Der letzte Abschnitt der A 52 wurde 2009 fertiggestellt.